# Таємниця (роман)
«Таємни́ця» — мемуарний роман українського письменника Юрія Андруховича, опублікований в 2007 році харківським видавництвом «Фоліо».

## Сюжет
Під час свого перебування у Берліні в 2005—2006 роках Юрій Андрухович почав писати роман, який потім нібито знищив сам. В цей час для інтерв'ю до нього навідався журналіст Еґон Альт, якому письменник протягом семи днів розповідав про різні періоди свого життя. Пізніше Андрухович нібито отримав поштою записи всіх цих розмов і звістку, що журналіст загинув у автокатастрофі. Письменник взявся за розшифрування цих розмов, які й увійшли до книги. 

## Видання
Презентація книги відбулась 25 квітня 2007 року в Палаці культури імені Гната Хоткевича у Львові. У 2008 році роман було перевидано видавництвом «Czarne» польською мовою.
Випущено аудіоверсію книги (озвучення Ігоря Мурашка).

## Зміст
Роман складається з семи розділів:
1. Мій мертвий друг Раду Теодор
2. Сюїта для «Jethro Tull» з оркестром
3. Пісенька про незнищенність матерії
4. Нічні принади лінотипісток
5. Суддя дає пограти
6. Господи, дай мені донести цю ложку до рота
7. Hottentottenpotentatentantenatentatentäter[3]

## Вибрані цитати
| Мене — такого, яким я є — просто не було б, якби мій прадід одного дня не прибився до Галичини з румунської Буковини, чи з Рахова коло Центру Європи, я навіть не знаю звідки. Якби інший мій прадід не примандрував туди ж із богемських Судетів, якби його дочка у двадцяті роки не викладала німецьку мову в мазурських селах у Польщі, якби її чоловік не загинув під кінець війни під обстрілом з радянського літака, якби його син по війні не був примусово репатрійований із дозволу союзників Сталіна десь аж із Австрії, якби під час дійсної служби в червоній армії він не почав писати вірші і чомусь по-російськи, якби його дружина не була молодшою за нього саме на десять років… Усе це — настільки нерозривне, це такий взаємно зумовлений ланцюг, що досить порушити його лише в одному місці — і все, і я не виник би з усієї цієї складної й делікатної, а часом і брутальної суміші, з усієї цієї хімії.[4] |
| Справжня свобода — не тоді, коли вона є, а тоді, коли ти її по-справжньому хочеш. |
| Найбільше жалю буває вранці. Ти прокидаєшся — і розумієш, як усе жахливо...[5] |

## Рецензії
- Дроздовський Д. Ловець «Таємниці» Юрій Андрухович, або Сім днів, які змінили світ // «Interklasa.pl» [Архівовано 28 березня 2010 у Wayback Machine.]
- Коробчук П. Вісім секунд «Таємниці» Юрія Андруховича // Арт-журнал «AZH», 25.04.2007
- Заходило Н. Яку таємницю приховує Юрій Андрухович? // Студентська газета філологічного факультету Львівського національного університету імені Івана Франка «Ярослов», № 19
- Straszecka A. Hottentottenpotentatentantenatentatentäter // «E-splot.pl», 23.10.2009 [Архівовано 4 березня 2016 у Wayback Machine.] (пол.)